# Per Petterson

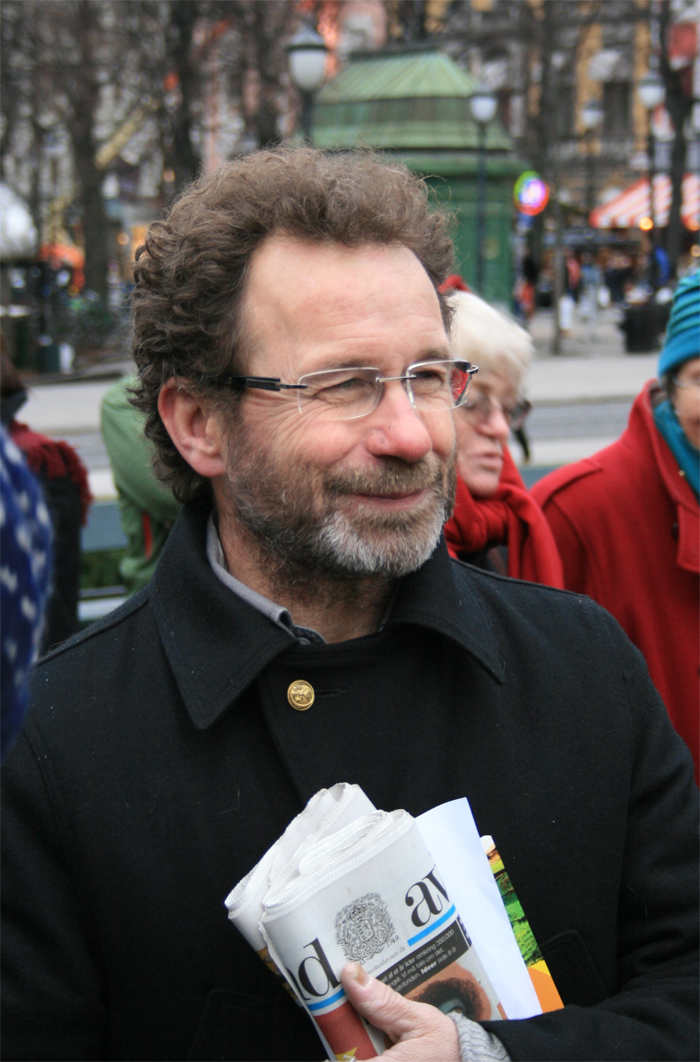
Per Petterson

Per Petterson (* 18. Juli 1952 in Oslo) ist ein norwegischer Schriftsteller. Er gilt mittlerweile international als der „Romancier des norwegischen Weltschmerzes“.

## Leben
Per Petterson, gelernter Bibliothekar, arbeitete als Buchhändler, Übersetzer und Literaturkritiker, bevor er sich ganz dem Schreiben widmete.
Sein Roman Ist schon in Ordnung (Det er greit for meg) wurde 1992 mit dem Språklig samlings litteraturpris honoriert. Sein Buch Sehnsucht nach Sibirien (Til Sibir) wurde 1997 für den Literaturpreis des Nordischen Rates nominiert; 2007 erhielt Petterson für Pferde stehlen (Ut og stjæle hester) den mit 100.000 Euro dotierten International IMPAC Dublin Literary Award.
Sein Roman Männer in meiner Lage (2019), der siebte ins Deutsche übersetzte von ihm, ist ein ungewöhnlicher, grenzgängerischer Scheidungsroman, der emotional eine „Kernschmelze aus Wut und Verzweiflung, Schuld und Enttäuschung, Ohnmacht und Hass, Zerstörungslust und Einsamkeit“ transportiert.

## Preise und Auszeichnungen
- 2000: Brage-Preis
- 2007: International IMPAC Dublin Literary Award für Pferde stehlen
- 2008: Brage-Preis
- 2009: Literaturpreis des Nordischen Rates, für Ich verfluche den Fluss der Zeit (Jeg forbanner tidens elv)
- 2009: Norwegischer Kritikerpreis
- 2012: Gyldendalprisen
- 2012: Bokhandlerprisen für Jeg nekter
- 2016: Doblougprisen
- 2016: Aschehougprisen[2]

## Werke
- 1987: Aske i munnen, sand i skoa
- 1989: Ekkoland
- 1992: Det er greit for meg
  - 2011: Ist schon in Ordnung. Roman. Aus dem Norwegischen von Ina Kronenberger. Hanser Verlag, München 2011, ISBN 978-3-446-23640-0.
- 1996: Til Sibir
  - 1999: Sehnsucht nach Sibirien. Roman. Aus dem Norwegischen von Ina Kronenberger. Hanser Verlag, München 1999, ISBN 3-446-19657-9.
- 2000: I kjølvannet
  - 2007: Im Kielwasser. Roman. Aus dem Norwegischen von Ina Kronenberger. Hanser Verlag, München 2007, ISBN 978-3-446-20867-4.
- 2003: Ut og stjæle hester
  - 2006: Pferde stehlen. Roman. Aus dem Norwegischen von Ina Kronenberger. Hanser Verlag, München 2006, ISBN 978-3-446-20734-9.
- 2004: Månen over porten
- 2008: Jeg forbanner tidens elv
  - 2009: Ich verfluche den Fluss der Zeit. Roman. Aus dem Norwegischen von Ina Kronenberger. Hanser Verlag, 2009, ISBN  978-3-446-23420-8.
- 2012: Jeg nekter
  - 2014: Nicht mit mir. Roman. Aus dem Norwegischen von Ina Kronenberger. Hanser Verlag, 2014, ISBN 978-3-446-24604-1.
- 2018: Menn i min situasjon
  - 2019: Männer in meiner Lage. Roman. Aus dem Norwegischen von Ina Kronenberger. Verlag Carl Hanser, München 2019. 285 S., ISBN 978-3-446-26377-2.

## Belege
1. 1 2  Andreas Breitenstein: Stig Sæterbakken und Per Petterson legen zwei Scheidungsromane vor, die es in sich haben, Rezension zu Männer in meiner Lage in der NZZ vom 27. August 2019, abgerufen am 28. August 2019.
2. ↑  Tidligere vinnere av Aschehougprisen, Aschehoug vom 8. September 2017, abgerufen am 28. August 2019 (norwegisch)

| Personendaten    | Personendaten               |
| ---------------- | --------------------------- |
| NAME             | Petterson, Per              |
| KURZBESCHREIBUNG | norwegischer Schriftsteller |
| GEBURTSDATUM     | 18. Juli 1952               |
| GEBURTSORT       | Oslo                        |